# Посёлок Аверкиевского лесничества
Посёлок Аверкиевского лесничества — населённый пункт в Московской области России. Входит в Павлово-Посадский городской округ. Население — 35 чел. (2010).

## Расположение
Посёлок Аверкиевского лесничества расположен среди лесов примерно в 15 км к югу от центра города Павловский Посад. Ближайший населённый пункт — деревня Аверкиево.

## История
Ранее на месте посёлка находилась контора Загарского лесничества. В 1965 году лесное хозяйство района было реорганизовано. Загарское лесничество было переименовано в Аверкиевское. В поселке стали строиться цеха по обработке древесины, жилые дома, прокладывались дороги. В 1970 году в посёлке была пробурена артезианская скважина.
Рядом с посёлком Аверкиевского лесничества расположен Барский пруд. Он сохранился от бывшей усадьбы А. Д. Самарина.
С 2004 до 2017 гг. посёлок входил в Аверкиевское сельское поселение Павлово-Посадского муниципального района.

## Население
| 2002 | 2006 | 2010 |
| ---- | ---- | ---- |
| 50   | ↗66  | ↘35  |

Согласно Всероссийской переписи, в 2002 году в посёлке проживало 50 человек (28 мужчин и 22 женщины). По данным на 2005 год в посёлке проживало 66 человек.